# جون جي. الكسندر
جون جي. الكسندر (بالإنجليزية: John G. Alexander)‏ هو محامي وسياسي أمريكي، ولد في 16 يوليو 1893 في الولايات المتحدة، وتوفي في 8 ديسمبر 1971 في نفس البلد. حزبياً، نشط في الحزب الجمهوري. وقد انتخب عضو مجلس النواب الأمريكي.